# Диоцез Понт
Понтийский диоцез (лат. Dioecesis Pontica, греч. Διοίκησις Πόντου) — диоцез Поздней Римской империи, включавший в себя северную и северо-восточную части Малой Азии до границы с империей Сасанидов в Армении.
Диоцез был основан после реформ императора Диоклетиана. Столица размещалась в Амасии. Вооружёнными силами диоцеза командовал дукс Понта и Армении до середины V века, а затем двумя вплоть до реформ Юстиниана I, назначившего для Армении отдельного магистра.
В 535 году Понтийский диоцез прекратил своё существование, и его викарий стал наместником Галатии I. Однако результаты этого введения не были удовлетворительными и поэтому диоцез был восстановлен в VI веке, продолжая функционировать до тех пор, пока не был заменён на фемы Армениак и Опсикий в VII веке. На северо-восточном берегу Чёрного моря города Нитайк, Питий и Диоскурия были частью диоцеза до VII века. В состав Понтийского диоцеза входило 12 провинций: Вифиния, Гонория, Пафлагония, Еленопонт, Понт Полемониака, Галатия I и Галатия II, Каппадокия I и Каппадокия II, Армения I, Армения II, Армения Великая и автономные армянские княжества в области Софиены.